# Schutzmannschaft
Durant l'ocupació nazi de l'Europa oriental, un Schutzmannschaft (pronuncia *xútsmanxaft, abreujat Schuma, equip de policia), era una unitat de polícia auxiliària composta de persones locals que col·laboraven amb les forces ocupants. Van participar activament en l'assassinat de desenes de milers de jueus, partisans i oponents al feixisme nazi.
Depenien del govern civil regional. Teoricàment depenien del ministeri de l'Interior i del govern civil (Zivilverwaltung) i eren integrades en l'estructura de la Ordnungspolizei (Orpo, polícia de l'ordre) alemanya. De facto eren totalment sotmesos a la Schutzstaffel (SS). Això corresponia al objectiu de nacionalitzar (Verreichlichung) les forces de l'ordre i evitar qualsevol poder local autònom. Van rebre el sobrenom de Polizei per la població civil soviètica.
Eren organitzats en grups ètnics. Hi havia uns dos-cents batallons: 26 lituans, 21 estonians, 47 letons, 11 belarussos, 8 tatars i 71 ucraïnesos.
Postular com a agent de la Schuma, permetia d'evitar la deportació a Alemanya per al servei laboral obligatori. El lloctinent alemany Deuerlein en missió a Brest-Litovsk, per exemple, es va queixar de la baixa qualitat i motivació dels candidats. Tot i això van participar activament i sovint amb molta virulència en la persecució i l'assassinat dels jueus, comunistes i resistents. Molts caps va poder fugir en la situació confusa dels primers anys després de la guerra.
A final de 1941, uns 45.000 homes van servir a les unitats de Schutzmannschaft, aproximadament la meitat d'ells als batallons. Durant 1942, van expandir a uns 300.000 homes, amb batallons que representaven aproximadament un terç, o menys de la meitat de la força local. A tot arreu, la policia local va superar amb escreix el personal alemany a la majoria de llocs, la proporció d'alemanys a locals era d'ú a deu.
A final de 1942, Roman Xukhèvitx (1907-1950), l'antic comandant del Batalló Nachtigall i el 201è Batalló de la Schtusmannschaft, va prendre el lideratge de l'Exèrcit Insurgent Ucraïnès (UPA). El nou moviment lluitava ara contra els alemanys, però (fins al 1947) també contra els polonesos i sobretot (fins a la primeria dels anys 50) contra la Unió Soviètica.
- Organització : Cada batalló tenia un comandament i teòricament quatre companyies de 124 homes, però el nombre real era molt variable. Cadascun tenia un escamot de metralladores i tres escamots d'infanteria.
- Uniformes : Gorra, jaqueta i pantalons negres, un pegat amb la nacionalitat a la màniga dreta, botes.[16]
- Armament : Eren armats amb fusells soviètics Mosin Nagant 91/30, però els Alemanys, per a raons de seguretat, van donar poc o gaire munició.

## Graus
- Kapitan : SS-Hauptsturmführer generalment alemany i provinent de les SS
- Starschy Leitnant : SS-Obersturmführer
- Leitnant : SS-Untersturmführer
- Kompanie-Feldwebel : SS-Hauptscharführer
- Vize-Feldwebel : SS-Oberscharführer
- Korporal : SS-Scharführer
- Vize-Korporal : SS-Rottenführer
- Unter-Korporal : SS-Sturmmann
- Schutzmann : SS-Schütze